# Yasunori Takada
Yasunori Takada (jap. 高田 保則 Takada Yasunori; ur. 22 lutego 1979) – japoński piłkarz.

## Kariera klubowa
Od 1997 do 2010 roku występował w klubach Shonan Bellmare, Yokohama FC i Thespa Kusatsu.

## Kariera reprezentacyjna
W 1999 roku Yasunori Takada zagrał na Mistrzostwach Świata U-20.